# Sección de Norte
La sección de Norte (section du Nord en francés), es una división administrativa francesa, que está situada en el departamento de ultramar de Martinica y la región de Martinica.

## Historia
A principios de 2015 en aplicación de la Ley n.º  2011-884, de 27 de julio de 2011, relativa a las colectividades de Guayana Francesa y Martinica, el Consejo Regional de Martinica y el Consejo departamental de Martinica, se fusionaron en una Colectividad única de Martinica, siendo esta dotada de una asamblea de electos, denominada Asamblea de Martinica, formada por 64 miembros que son elegidos entre las cuatro secciones creadas a tal efecto en sustitución de los cantones, que fueron suprimidos por innecesarios.
La Sección de Norte fue creada en aplicación de dicha Ley y específicamente de su artículo 8.º, apartado L558-7,, estando formado por la unión de diecisiete comunas: las dos comunas del antiguo cantón de Case-Pilote-Bellefontaine, las dos comunas del cantón de Le Carbet, las dos comunas del cantón de Macouba, las dos comunas del cantón de Saint-Pierre, la comuna del cantón de Basse-Pointe, la comuna del cantón de L'Ajoupa-Bouillon, la comuna del cantón de Le Lorrain, la comuna del cantón de Le Marigot, la comuna del cantón de Le Morne Rouge, la comuna del cantón de Le Prêcheur, la comuna del cantón de Saint-Joseph, las dos fracciones de comuna de los cantones de Sainte-Marie-1-Norte, Sainte-Marie-2-Sur y las dos fracciones de comuna de los cantones de Schœlcher-1 y Schœlcher-2.

## Composición
La sección de Norte comprende las diecisiete comunas siguientes
| Comunas           | Cantones anteriores                      | Distritos      |
| ----------------- | ---------------------------------------- | -------------- |
| Basse-Pointe      | Basse-Pointe                             | La Trinité     |
| Bellefontaine     | Case-Pilote-Bellefontaine                | Saint-Pierre   |
| Case-Pilote       | Case-Pilote-Bellefontaine                | Saint-Pierre   |
| Fonds-Saint-Denis | Saint-Pierre                             | Saint-Pierre   |
| Grand'Rivière     | Macouba                                  | La Trinité     |
| L'Ajoupa-Bouillon | L'Ajoupa-Bouillon                        | La Trinité     |
| Le Carbet         | Le Carbet                                | Saint-Pierre   |
| Le Lorrain        | Le Lorrain                               | La Trinité     |
| Le Marigot        | Le Marigot                               | La Trinité     |
| Le Morne-Rouge    | Le Morne Rouge                           | Saint-Pierre   |
| Le Morne-Vert     | Le Carbet                                | Saint-Pierre   |
| Le Prêcheur       | Le Prêcheur                              | Saint-Pierre   |
| Macouba           | Macouba                                  | La Trinité     |
| Sainte-Marie      | Sainte-Marie-1-Norte, Sainte-Marie-2-Sur | La Trinité     |
| Saint-Joseph      | Saint-Joseph                             | Fort-de-France |
| Saint-Pierre      | Saint-Pierre                             | Saint-Pierre   |
| Schoelcher        | Schœlcher-1 y Schœlcher-2                | Fort-de-France |